# Sebastian Meyer
Sebastian Meyer (* um 1465 in Neuenburg am Rhein; † um 1545 in Straßburg) war ein reformierter Theologe.

## Leben
Über seine Jugend und Schulbildung ist nichts bekannt. Er besuchte erste Schulen in seiner Vaterstadt und weitere eventuell in Schlettstadt. Das Studium an der Universität Basel schloss er mit dem Grad des Doktors der Theologie ab. Er trat in den Minoritenorden ein und übte zuerst im Kloster von Straßburg und dann in Bern das Amt eines Lesemeisters aus. 
Meyer war einer der ersten, der in Bern sich öffentlich auf die Seite der Reformation stellte. So bekannte er sich im Zisterzienserinnenkloster von Fraubrunnen bereits 1522 als Anhänger Martin Luthers. Trotz Angriffen seitens der Kirchlichen Obrigkeit stellte sich der Rat von Bern hinter Meyer. Im Januar 1523 nahm Meyer als einer der wenigen Auswärtigen an der Ersten Zürcher Disputation teil. Im Mai 1523 schrieb er an Vadian, dass ein Großteil der Berns bereits evangelisch gesinnt sei. Im Dominikanerprediger Hans Heim erwuchs ihm jedoch ein starker Gegner. Der Rat setzte der Auseinandersetzung ein Ende, indem er beide im Oktober 1524 aus der Stadt wegwies. 
1524 soll er aus dem Orden ausgetreten sein und geheiratet haben. Nach der Vertreibung aus Bern zog Meyer nach Schaffhausen, wurde jedoch auch dort ausgewiesen, weil er bezichtigt wurde zusammen mit seinem Amtsbruder Sebastian Hofmeister am Rebleuteaufstand von 1525 beteiligt gewesen zu sein.  Später hielt er sich in Basel auf und ließ sich dann in Straßburg nieder, wo er von 1526 bis 1531 Prediger der Kirche St. Thomas war. Danach wirkte er für gewisse Zeit als Prediger in Augsburg, bevor er wieder nach Straßburg zurückkehrte.
Nach dem Tode der Berner Reformatoren Franz Kolb und Berchtold Haller nahm er 1536 eine erneute Berufung nach Bern an. Er solle sich im Sinne von Martin Bucer für die Wittenberger Konkordie einsetzen. Zusammen mit Peter Kunz vom Berner Münster und Simon Sulzer trat er für eine Versöhnung im Abendmahlsstreit ein. An den Synoden in Bern in den Jahren 1536 und 1537 trat er vehement für eine Einigung ein und geriet so in Streit mit den zwinglianisch ausgerichteten Erasmus Ritter und Kaspar Megander. Megander, der vom Rate die Entlassung Meyers forderte, drang nicht durch und musste 1537 selber die Stadt verlassen. Zur Enttäuschung Meyers wurde die Wittenberger Konkordie jedoch nicht angenommen. In der Täuferdisputaion vom März 1538 in Bern trat Meyer mit scharfen Worten gegen die Täufer auf und bezichtigte sie, eine Synagoge Satans zu errichten. Hochbetagt bat Meyer 1541 selbst um die Entlassung aus seinem Amt. Er kehrte nach Straßburg zurück, um dort sein tätiges und ruheloses Leben zu beschließen.

## Werke
- Von dem Pfründtmarckt der Curtisanen und Tempelknechten, Basel 1521. (Digitalisat)
- D. Sebastian Meyers etwan Predicant zun Barfussen zu Straßburg widerrüffung an eyn löblich Freystat Straßburg, Nürnberg 1524. (Digitalisat)
- In Apocalypsin Joannis Apostoli Commentarius, Zürich 1530. (Digitalisat der Ausg. Froschauer, Zürich 1539)
- Des Bapstes und seiner Geistlichen Jarmarckt. Ulhart, Augsburg 1535. (Digitalisat)
- In utramque D. Pauli epistolam ad Corinthios commentarii, Brubac, Frankfurt 1546. (Digitalisat)
- Annotationes breves[...]in epistolam D. Pauli ad Galatas, Bern 1546. (Digitalisat)